# 七星螳螂拳
七星螳螂拳，是螳螂拳一支。七星即七星螳螂獨有的「七星樁步」，以其步法成北斗七星之形名命。另一說七星是指人体的七个部位，头、肩、肘、拳（掌）、臀、膝、脚，相互配合，整体发劲，又稱羅漢螳螂拳，是李秉霄所創。

## 歷史
傳說明末清初期間由山東反清義士王郎（王朗）傳出螳螂拳，流傳於山東一帶，其後傳至李秉霄，李將自己家傳的羅漢拳與之合併為羅漢螳螂拳，清乾隆年間，山東人升霄道人將其與自己所學的少林拳總結，寫成《羅漢短打拳譜》。
升霄道人傳至山東海陽縣閃電手李之剪（嘉慶道光咸豐同治時人），設鏢局於濟南。
清末山東登州府舉人王雲生（有稱王永生，1828-1920）跟李義春學長拳。1856年跟大师李之剪（又名李快手）开始学螳螂拳。王氏家族堂號「魁德堂」，而「魁」為七星之首，故名其拳術為「七星螳螂」，另名“硬螳螂”，主要結合長拳的七星步，再加上猿猴步而成。
其後傳至山東即墨縣范旭東（1830-1925），傳有《少林真傳》，按升霄道人的《羅漢短打》，及自己的经验编成五卷，内容論及十八家法、螳螂拳法概论、螳螂短打要论、螳螂手法要论、螳螂手法总敌、
1919年，山東蓬萊縣羅光玉（1889-1944）任教於上海精武體育會，稱其師范旭東流傳下親手抄本《少林真傳》。其同門師兄弟林景山（1885-1971）也是山東蓬萊縣人。
其後傳至香港羅光玉，再傳陳震儀、林伯炎、于樂江、趙志民、黃錦洪、黃漢勛等人。香港人趙志民再傳李錦榮、林永傑、陳新發等人。另一香港人黃漢勛再傳屈鎮強、蘇少明、梁宜海、源汶湝、鄺巨堂、黎達冲、鄭龍川等人。馬來西亞人黃錦洪再傳黃百忠，黃百忠再傳邱庆章、林元义、梁师麟、尤荣贵、黄文发、陈吉俊，林猷胜等人。

## 七星螳螂拳套路
十四路彈腿、躲刚、十八叟、崩步、插捶、白猿出洞、白猿登枝、白猿窺宴、白猿偷桃、黑虎交叉、大翻車、小翻車、大架式、小架式、單插花、雙插花、柔靈掌、柔靈拳、柔靈肘、梅花手、梅花拳、梅花落、梅花掌、梅花腿一路、梅花腿二路、四路奔打、大虎雁、小虎雁、一路摘要、二路摘要、三路摘要、四路摘要、五路摘要、六路摘要、螳螂手、螳螂出洞、螳螂偷桃、螳螂捕蟬、攔截、連環錦套、連環扣打、分身八肘拳、八肘拳。
兵器套路有五行單刀、六合單刀、燕青單刀、子午梅花刀、五虎群揚棍、五郎棍、六合棍、虎尾三節棍、五虎槍、 梅花槍(又稱一路梅花槍)、二路梅花槍、三才劍、子午劍、純陽劍、文武八仙劍、青萍剑、旋風單勾、六合雙刀、滾螳雙刀、軍中大刀、春秋大刀、醉酒地螳單刀、震天戟、單天画㦸、七星盤勾、八卦雙勾、七星雙錘及七星雙鐧。
兵器對練有五郎對棍、三才對劍、大刀對槍、空手破大刀、雙拐對棍、刀拐對枪、斬馬刀進槍、雙匕首進槍、單刀對寶劍、三節棍進槍、子午對劍、龍飛鳳舞、梅花十字对子刀等。

### 馬來西亞流傳拳術內容
马来西亚槟城精武流传拳套有四路冲捶、十四路彈腿、十八叟、黑虎交叉、崩步、躲剛、插捶、柔灵、白猿出洞、白猿偷桃、一路摘要、二路摘要、三路摘要、四路摘要、五路摘要、大架式、小架式、飞雁掌、八肘、四路奔打、四路分打、醉罗汉、燕子投林、连环扣打、連環錦套、螳螂捕蝉、螳螂手一路、螳螂手二路、螳螂出洞、螳螂偷桃、梅花手、梅花拳、梅花落、梅花掌、大翻车、小翻车、落鹰掌、拦截等。
对练拳套有领崩步、领躲剛、桃花散、偷接、领白猿出洞、拍按等。兵器套路有燕青單刀、五行单刀、军中大刀、六合双刀、子午劍、文武八仙剑、三节棍、梅花槍、六合枪、六合棍、五郎棍、齐眉棍、虎尾三节棍等。兵器对练有五郎对棍、三节棍对枪、双匕对打、空手对刀、梅花十字对子刀等。